# LIVE SELECTIONS 2010-2012
『LIVE SELECTIONS 2010-2012』（ライヴ セレクション にせんじゅう にせんじゅうに）は、日本のロックバンド・L'Arc〜en〜Cielのベーシスト、TETSUYAのライヴビデオ。2012年10月3日発売。発売元はKi/oon Records。

## 解説
ライヴビデオ『FIRST TOUR 2010 ルーレットを回せ! 〜LIVE & DOCUMENTARY FILMS〜』以来約1年10ヶ月ぶり2作目となる映像作品のリリース。
本作は、2010年に全国6都市で開催したソロ名義初のライヴツアー「FIRST TOUR 2010 ルーレットを回せ!」の最終公演、2011年に全国6都市で開催したライヴツアー「TOUR 2011 COME ON! FEEL THE LIGHT!」の最終公演、2012年にKi/oon Record設立20周年記念に行われたライヴイベント「キューン20イヤーズ＆デイズ」の3本のステージを収録したライヴビデオとなっている。
本作は、初回仕様限定盤（2DVD）と通常盤（2DVD）の2形態で発売されている。初回仕様限定盤はスペシャルパッケージ及びピクチャーレーベル仕様となっており、ステッカーシート、877（バナナ）名に当たるTETSUYA直筆サイン、プレミアムトートバッグプレゼント応募券が封入されている。また、両形態に20ページに及ぶフォトブックレットが付属されている。

## 収録曲

### Disc1
- FIRST TOUR 2010 ルーレットを回せ！

1. LOOKING FOR LIGHT
2. TIGHTROPE
3. Can't stop believing
4. REVERSE
5. wonderful world
6. Pretender
7. empty tears
8. SCARECROW
9. WHITE OUT
10. 蜃気楼
11. lonely girl
12. 15 1/2 フィフティーンハーフ
13. Roulette
14. READY STEADY GO
15. Are you ready to ride?

### Disc2
- TOUR 2011 COME ON！FEEL THE LIGHT！

1. Are you ready to ride?
2. In My HEART
3. guilty
4. 15 1/2 フィフティーンハーフ
5. 魔法の言葉
6. Roulette
7. Fantasic Wonders

- キューン20イヤーズ＆デイズ

1. EDEN
2. TIGHTROPE
3. 蜃気楼
4. lonely girl
5. empty tears
6. Roulette
7. 15 1/2 フィフティーンハーフ